# Tico Torres
Hector Samuel Juan „Tico“ Torres (* 7. října 1953 New York, USA) je americký bubeník skupiny Bon Jovi.

## Dětství
Narodil se 7. října 1953 v New Yorku a vyrůstal v New Jersey. Jeho rodiče, Emma a Hector se přistěhovali z Kuby v roce 1948.

## Diskografie

### s Bon Jovi
- 1984 – Bon Jovi
- 1985 – 7800° Fahrenheit
- 1986 – Slippery When Wet
- 1988 – New Jersey
- 1992 – Keep the Faith
- 1994 – Crossroad - The Best of Bon Jovi
- 1995 – These Days
- 2000 – Crush
- 2001 – One Wild Night Live 1985-2001
- 2002 – Bounce
- 2003 – This Left Feels Right
- 2004 – 100,000,000 Bon Jovi Fans Can't Be Wrong...
- 2005 – Have A Nice Day
- 2007 – Lost Highway
- 2009 – The Circle
- 2010 – Greatest Hits
- 2013 – What About Now
- 2015 – Burning Bridges
- 2016 – This House Is Not for Sale

### sRichiem Samborou
- 1991 – Strangers in This Town